# Muara Langkap
Muara Langkap is een bestuurslaag in het regentschap Kepahiang van de provincie Bengkulu, Indonesië. Muara Langkap telt 309 inwoners (volkstelling 2010).